# Липовача (Вуковар)
Липовача је насељено место у саставу града Вуковара у Вуковарско-сремској жупанији, Република Хрватска.

## Историја
До територијалне реорганизације у Хрватској налазила се у саставу старе општине Вуковар.

## Становништво
На попису становништва 2011. године, Липовача је имала 386 становника.

## Попис 1991.
На попису становништва 1991. године, насељено место Липовача је имало 580 становника, следећег националног састава:
| Попис 1991.‍  | Попис 1991.‍  | Попис 1991.‍ | Попис 1991.‍ | Попис 1991.‍ |
| ------------ | ------------ | ----------- | ----------- | ----------- |
|              |              |             |             |             |
| Срби         | Срби         |             | 310         | 53,44%      |
| Хрвати       | Хрвати       |             | 206         | 35,51%      |
| Југословени  | Југословени  |             | 40          | 6,89%       |
| Мађари       | Мађари       |             | 4           | 0,68%       |
| Русини       | Русини       |             | 2           | 0,34%       |
| Пољаци       | Пољаци       |             | 1           | 0,17%       |
| Украјинци    | Украјинци    |             | 1           | 0,17%       |
| неопредељени | неопредељени |             | 9           | 1,55%       |
| непознато    | непознато    |             | 7           | 1,20%       |
| укупно: 580  |              |             |             |             |